# Ángel León Gozalo
Ángel León Gozalo (Villalón de Campos, Valladolid, 2 de octubre de 1907 - Madrid, 10 de agosto de 1979) fue un tirador español que ganó la medalla de plata en los Juegos Olímpicos de 1952 en la modalidad de pistola de 50 m. Al estallar la guerra civil española casi acaba fusilado por milicianos. Posteriormente compaginó su trabajo como policía con su carrera deportiva, fue profesor de tiro en la escuela de policía.

## Carrera deportiva
Participó en tres ediciones de los Juegos Olímpicos (1948, 1952 y 1960) siempre en la modalidad de pistola de 50 m. En los Juegos Olímpicos de Londres 1948 obtuvo diploma olímpico al finalizar en 6.ª posición. Su mayor éxito lo logró en 1952 al proclamarse subcampeón olímpico en Helsinki 52 con una puntuación de 550 puntos. Su retirada olímpica se produjo en Roma en 1960 donde finalizó en 18.ª plaza. 
En los Campeonatos del mundo logró la medalla de bronce en 1949 en la ciudad de Buenos Aires y el 5.º puesto en Oslo en 1953. En 1956 recibió la medalla de oro al mérito deportivo.
Fue padre de la cantautora Rosa León, de la cantautora Julia León y de la actriz Eva León.

## Su medalla olímpica
En 1957, cinco años después de ganar su medalla de plata, la subastó para que el dinero recaudado fuera a ayudar a los damnificados en una riada en el levante español (Gran riada de Valencia). La puja la ganó la Escuela General de la Policía de Madrid (posteriormente la escuela se trasladó a Ávila) y desde entonces se encuentra en el museo de dicha escuela.